# Caso La Polar

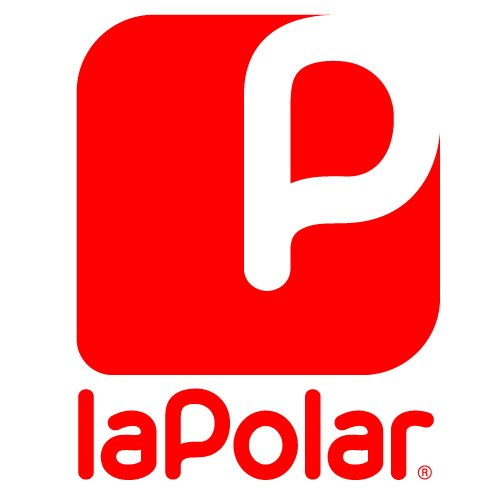
Logo de las tiendas La Polar.

El Caso La Polar fue una estafa financiera de la empresa La Polar, una empresa chilena de retail con diferentes sucursales a lo largo de Chile. Comenzó en julio del 2010 cuando el Sernac se hace cargo de 123 reclamos en contra de La Polar por repactación de deudas sin autorización, a clientes morosos. Después de varios procesos de investigación por parte del Sernac, el 26 de mayo del 2011, se presenta una demanda colectiva contra la empresa La Polar en el Primer Juzgado Civil de Santiago, Chile. En respuesta, el 9 de junio del mismo año, la empresa La Polar admitió haber realizado repactaciones indebidas y que había detectado prácticas no autorizadas en su gestión de crédito y debía contabilizar provisiones millonarias. El mismo día el precio de las acciones se derrumbó un 42 % y la cadena de retail perdió, en un solo día, USD $670 millones de valor bursátil. Esta fue nombrada una de las estafas financieras más importantes y millonarias de todo Chile.

## Antecedentes
El 6 de enero de 1999, el fondo de inversiones Southern Cross Group, liderado por Norberto Morita y Raúl Sotomayor compró la empresa de retail por USD $30 millones. En el 2003, Southern Cross, ofreció a sus empleados un sistema de incentivos basado en el traspaso de acciones de la compañía. Mientras más subía el valor de las acciones de La Polar, mayor es el dinero que podían ganar, un incentivo para “inflar” el valor de las acciones. Durante ese año comenzó a hacerse regular la “normalización” de cuentas morosas repactando sin autorización de clientes. Así, los ejecutivos de cobranza en un Call Center, reprogramaron deudas de forma unilateral logrando que los deudores figuraran como “repactados”, y así, la empresa no debía provisionar dinero por ellos, pues esta deuda, había sido renovada y mostrada como una cuenta vigente y sana.
En julio del 2010, consumidores de La Polar acumularon 123 quejas en el Sernac contra la empresa por repactaciones sin el consentimiento de los consumidores. Específicamente, cuotas y montos que eran fijados unilateralmente por la empresa y que encarecían excesivamente sus deudas.
El 21 de septiembre de 2010, La Polar responde al Sernac, en términos generales, que se estaría dando instrucciones para investigar lo que estaba ocurriendo y se comprometió a informar el resultado final de la investigación interna.
El 29 de abril de 2011, Pablo Alcalde, presidente de La Polar, da cuenta de un balance sólido e impecable auditado por PricewaterhouseCoopers (PwC). Esta firma, aseguraba prosperidad y fortuna para los tenedores de acciones. El 26 de mayo de 2011, el Sernac presentó una demanda colectiva contra la empresa La Polar en el Primer Juzgado Civil de Santiago por realizar repactaciones unilaterales a más de 300 de sus clientes. La demanda buscó que se condenara a la empresa a las máximas multas permitidas por la ley por cada una de las infracciones. También, se le ordenó revertir todas las repactaciones unilaterales que se hayan efectuado indebidamente. Y adicionalmente, que se condenara a la empresa al pago de indemnizaciones correspondientes. La demanda se dio a conocer el 2 de junio del 2011.
El 9 de junio de 2011, La Polar reconoció malas prácticas en su gestión crediticia a la Superintendencia de Valores y Seguros de Chile (SVS). Por años se habían repactado unilateralmente las deudas de un total de 418 mil clientes. Con este sistema, el 40 % de la cartera total estaba en una morosidad disfrazada de activos. La Polar reveló que debían aumentar provisiones hasta por USD $430 millones (siete veces sus utilidades del 2010) tras la alta morosidad de su cartera. En consecuencia, el valor de las acciones cayó en un 42 %. Ese mismo día se despidió a Julián Moreno, gerente de Productos Financieros. Al día siguiente, Pablo Alcalde fue removido de la presidencia del directorio de La Polar, afirmando su inocencia frente al fraude financiero.
El 24 de junio del 2011, AFP Cuprum se querelló contra La Polar y anunció pérdidas por USD $147 millones, tras haber invertido en sus acciones de valor falso, lo que en consecuencia también afectó al fondo de pensiones de los afiliados a esa AFP. Esta y todas las AFP involucradas alcanzaron una pérdida de USD $257 millones.

## Resolución
Tras casi 10 años de juicios, la Suprema Corte de Justicia dictaminó - la primera semana de septiembre del 2021- que condenaba a PwC (auditora de La Polar) a pagar una multa de más de USD $100 millones en indemnización. Sin embargo, quedan otros dos litigios. El abogado Rodrigo Díaz de Valdés representa en una misma demanda a las AFP Habitat, Cuprum y Planvital, la mayor de todas las demandas, presentada contra los exejecutivos de La Polar y PwC. El caso fue ganado por las AFP en primera instancia, pero solo en lo referido a los exejecutivos de La Polar. Los demandantes apelaron y pidieron incluir a PwC en las indemnizaciones. Según sus cálculos, el reclamo completo llega a 6 millones de UF, más de USD $230 millones.
En conclusión, si pierde todos esos juicios, PwC se aproxima a pagar una multa de USD $400 millones. La auditora ha llamado a conversaciones con los afectados para buscar solución.